# 48e brigade d'artillerie (Ukraine)
Pour les articles homonymes, voir 48e brigade.
La 48e brigade d'artillerie (en ukrainien : 48-ма окрема артилерійська бригада, abrégé en 48 ОАБр) est une grande unité des troupes d'artillerie des Forces terrestres ukrainiennes.

## Historique
La brigade est créée en septembre 2022, prenant réellement forme à partir de février 2023. Son armement principal serait composé d'obusiers tractés 2A36 Guiatsint-B de 152 mm.
À la mi-septembre 2023, la brigade serait encore à l'instruction près de Poltava, loin du front.

## Structure
- État-major de la brigade et son QG ;
- batterie de contrôle (conduite du tir) ;
- 1re divizion[4] d'artillerie ;
- 2e divizion d'artillerie ;
- 3e divizion d'artillerie ;
- divizion de reconnaissance d'artillerie (pour l'acquisition de cibles) ;
- divizion antichar ;
- compagnie du génie (pour la préparation des positions de tir) ;
- compagnie de maintenance (entretien et réparation) ;
- compagnie de logistique (notamment le transport des munitions) ;
- compagnie de transmissions ;
- compagnie de radar (pour les tirs de contrebatterie) ;
- compagnie médicale (soins et évacuation) ;
- compagnie de protection NBC[5].